# Rytigynia beniensis
Rytigynia beniensis är en måreväxtart som först beskrevs av De Wild., och fick sitt nu gällande namn av Robyns. Rytigynia beniensis ingår i släktet Rytigynia och familjen måreväxter. Inga underarter finns listade i Catalogue of Life.